# Meridian (roman)
Meridian (1992) (titlu original Meridian Days) este un roman science fiction al scriitorului britanic Eric Brown.

## Cadrul acțiunii
Romanul prezintă colonia umană Meridian, o planetă eminamente oceanică, în care viața se desfășoară departe de fața luminată. Orașele se află pe insule mari, insulele mici fiind ocupate de proprietățile individuale. Populația este formată preponderent din artiști, a căror legătură cu Pământul este ținută prin intermediul teleportării: sosirea și plecarea oamenilor și obiectelor apare asemenea unor fulgere pe cerul planetei.
Artiștii care populează Meridianul aparțin în marea lor parte uneia dintre cele două categorii: Amplificați și Transformați. Primii sunt cuplați la dispozitive miniaturizate asistate cerebral, auxiliare occipitale și tastaturi inserate în antebraț. Cei din urmă trec prin operații radicale care-i fac să prezinte aspectul exterior al unor animale terestre sau extraterestre, dispărute sau încă existente. 

## Intriga
Bob Benedict este un fost pilot, concediat după un accident în urma căruia au murit toți pasagerii navei sale. El s-a retras pe Meridian, unde a devenit mecanic pentru comunitatea de artiști a planetei. Într-una din zile, în timpul unui zbor efectuat alături de prietenul său Abe Cunningham, descoperă pe fața luminată a planetei cadavrul unui tehnician
În cursul serii, în timp ce participau la un eveniment organizat de artista Tamara Trevellion, cei doi îl abordează pe inspectorul Douglas Fould și-i relatează cele văzute. Acesta promite să ancheteze cazul, apoi urmăresc împreună prezentarea noii creații artistice a Tamarei, menită să-l discrediteze pe fostul ei iubit, șeful stației de teleportare. La același eveniment, Bob o întâlnește pe Rug, fiica artistei, care face o puternică impresie asupra sa.
Cei doi păstrează legătura, iar Bob află că Rug suferă de tulburări de memorie. Cel mai mare regret al fetei este că nu-și aduce aminte nimic despre accidentul în care a murir sora ei, Jade. Bob promite să afle amănunte despre eveniment și să-i procure fetei un drog care să-i permită retrăirea acelui eveniment. Cercetările sale scot la iveală caracterul monstruos al Tamarei, care, din dorința de a deveni o artistă celebră, a determinat moartea soțului ei și a împins-o pe Jade la suicid. Rămasă singură, Rug s-a văzut nevoită să suporte întreaga revărsare de ură a mamei sale, ca o controlează cu ajutorul unor droguri care provoacă halucinații și pierderi de memorie.
Relația dintre Tamara și Bob devine tensionată, cea dintâi dorind s-o păstreze sub controlul ei, iar cel din urmă căutând s-o elibereze. În paralel cu acest conflict, Bob află de la Abe despre un viitor sumbru: Pământul vrea să înceteze orice legătură cu planeta Meridian, lăsând societatea ei fără aportul necesar de alimente și materii prime.
Abe este asasinat, iar Tamara o sacrifică pe Rug în ultima ei creație artistică, o alegorie care prezintă soarta care așteaptă Meridianul după abandonarea sa de către Pământ.

### Cuprins
| - 1 - Fața-luminată - 2 - Rug și ger - 3 - Jade - 4 - Insula Principală - 5 - Fața luminată revizitată | - 6 - Nemesis - 7 - Trădare - 8 - Evenimentul final - 9 - Rug - 10 - „Trădare” |

## Personaje
- Bob Benedict - fost pilot, reatras pe planeta Meridian, unde lucrează ca mecanic
- Abraham Abe Cunningham - zoolog, a înființat alături de defuncta lui soție un sanctuar pentru speciile periclitate de pe Meridian
- Tamara Trevellion - sculptoriță și poetă Transformată de pe Meridian, a cărei dorință de celebritate o determină să-și distrugă familia
- Douglas Doug Fould - Inspector Șef al Poliției Meridian
- Wolfe Steiner - Directorul Organizației Telemass, cea care asigură transportul între Pământ și Meridian; pentru o vreme, a fost iubitul Tamarei
- Weller - consilierul tehnic al lui Steiner
- Rug Trevellion - fiica Tamarei, ținută de mama sa într-o stare de semisclavie cu ajutorul unor droguri care-i afectează intelectul
- Hathaway - medicul familiei Trevellion, sub a cărei strictă supraveghere se află tratamentul lui Rug
- Tanner - șeful gărzilor Tamarei

## Opinii critice
Bob Shaw consideră romanul Meridian „o esență a science-fiction-ului modern”. Critical Wave apreciază stilul „încrezător și preocupat de dimensiunea umană” și vede în roman „o binevenită prospețime și vitalitate”, în timp ce Vector îl consideră pe Brown „unul dintre cei mai buni scriitori din noua generație de autori SF britanici”.
New Scientist caracterizează cartea ca reprezentând „o scriitură britanică a cărei atingere îndemânatică și plină de înțeles o face minunată”, iar Paul McAuley o consideră „SF injectat cu o sensibilitate cosmopolită și literară... împlinită și afectuoasă”